# Halskläde

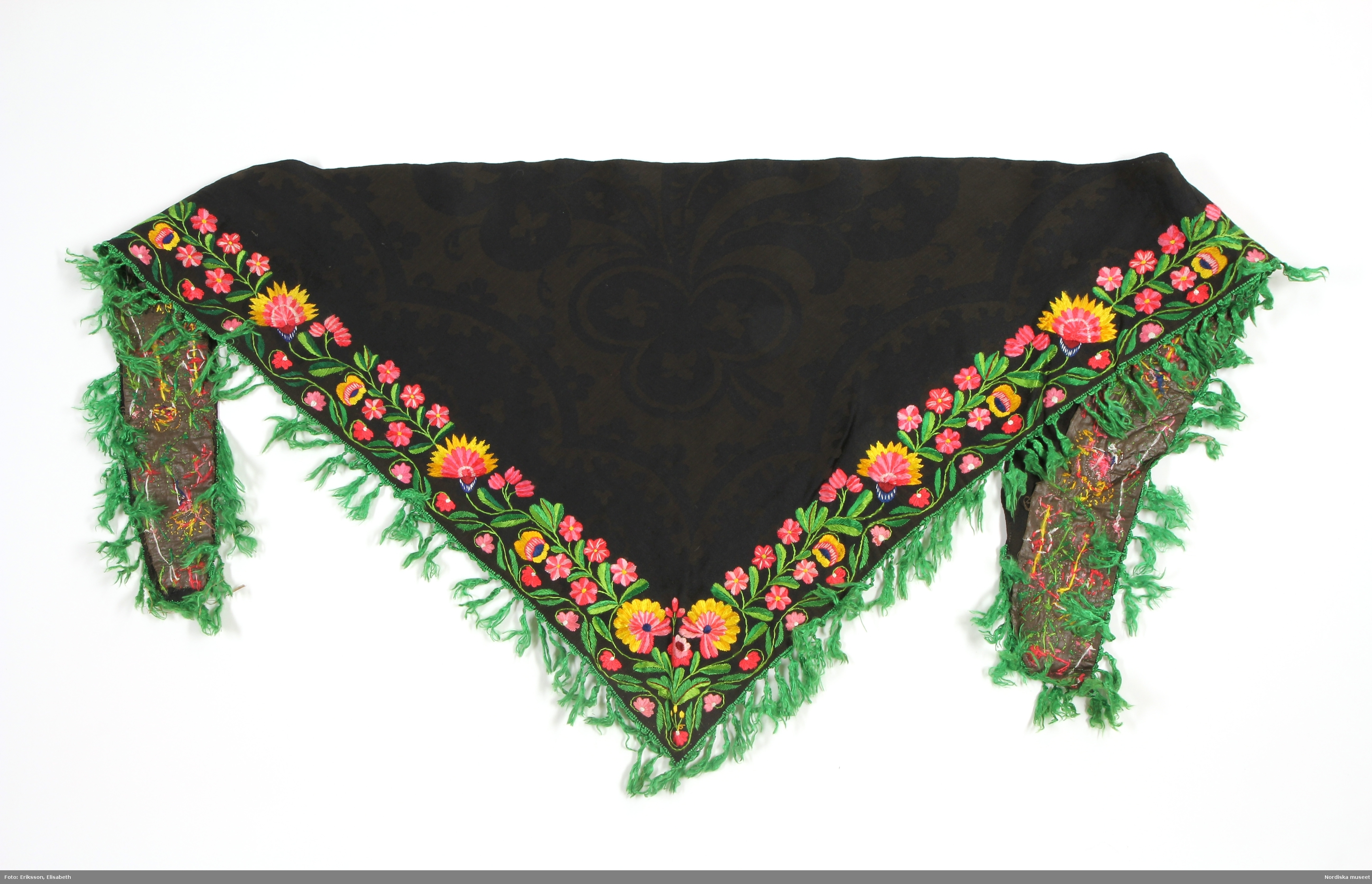
Danskt halskläde från sent 1800-tal i Nordiska museets samlingar.

Halskläde är en halsbeklädnad. I dag används termen oftast i sammanhang kring folkdräkter eller historiska kläder.
Halskläden kan vara sydda till en viss form (jämför med den engelska termen för renässans-halskläden "partlet") eller bestå av kvadrater eller trianglar liksom sjalar. Till många folkdräkter hör halskläden i kattun eller tryckt yllemuslin.